# Église Saint-Liphard de Villetaneuse
L'église Saint-Liphard située 33 rue Roger-Salengro à Villetaneuse, à l'angle de la rue du 19 mars 1962 dans le département de la Seine-Saint-Denis en région Île-de-France est une église affectée au culte catholique.

## Histoire

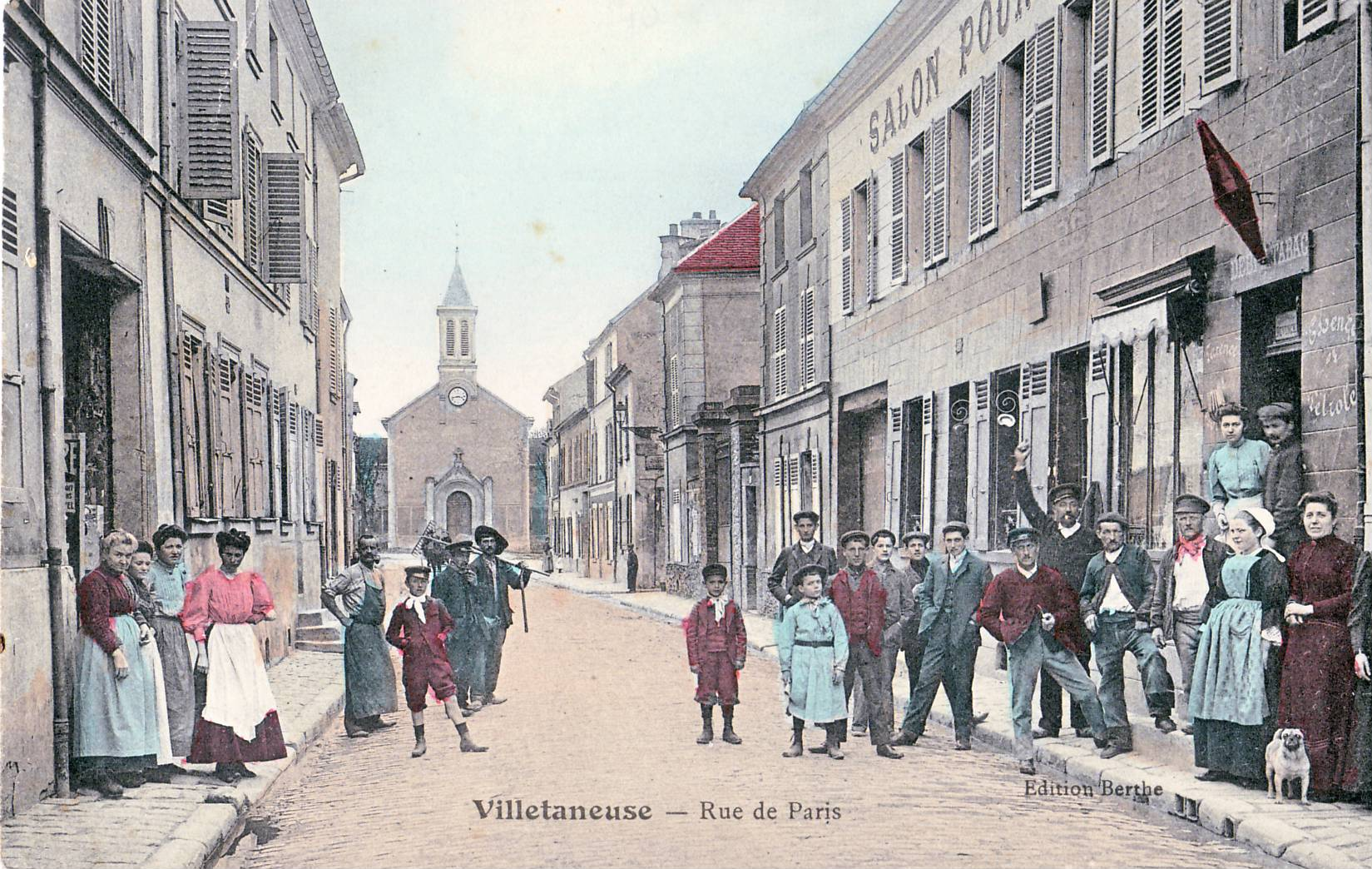
Villetaneuse: Rue de Paris, en face de l'église, avant 1908. Le clocher est toujours debout.

Bien que la paroisse Saint-Liphard existe depuis le XIIIe siècle, le culte était rendu dans une chapelle appartenant au château.
Au XVIIIe siècle, on bâtit à cet emplacement une première église, qui sera reconstruite entre 1855 et 1857.
Elle est représentée par le peintre Maurice Utrillo en 1907.
Bâti avec des matériaux de faible qualité, le clocher doit être démoli, ce qui est fait le 29 février 1908.
À la suite d'un effondrement de l'un des plafonds du transept, intervenu la nuit du 24 au 25 décembre 1987, après la messe de Noël, la municipalité dut faire abattre ce bâtiment, devenu dangereux et irréparable.

## Le bâtiment contemporain

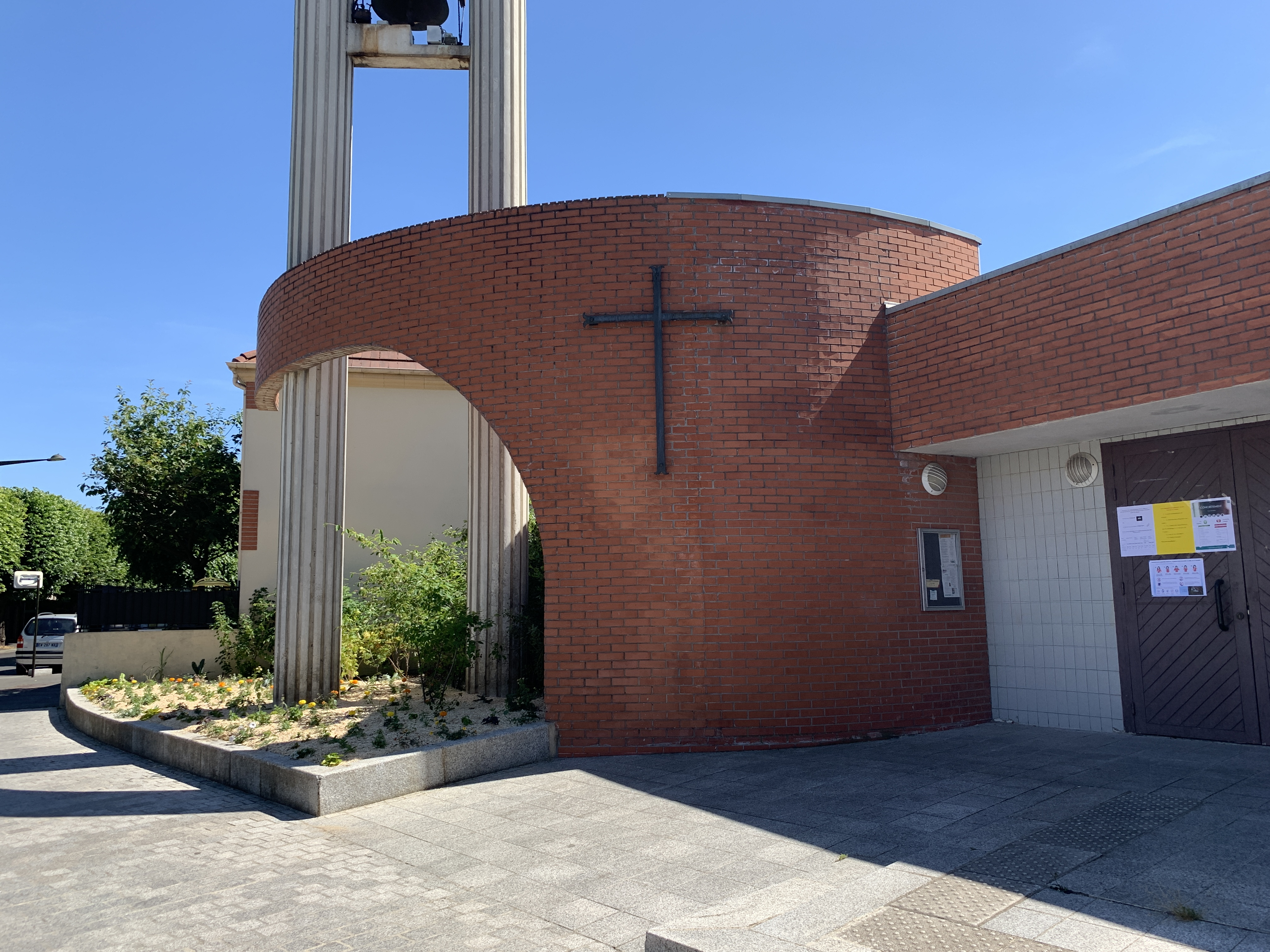
La nouvelle église Saint-Liphard.

La nouvelle église, confiée à l'architecte communal Raymond Ferlay, fut inaugurée le 18 décembre 1991. Elle a conservé de l'église précédente sa cloche, et, d'une ancienne chapelle de la route de Saint-Leu, une statue antique de la Vierge Marie, restaurée par l'École supérieure d'art de Cambrai.

## Description

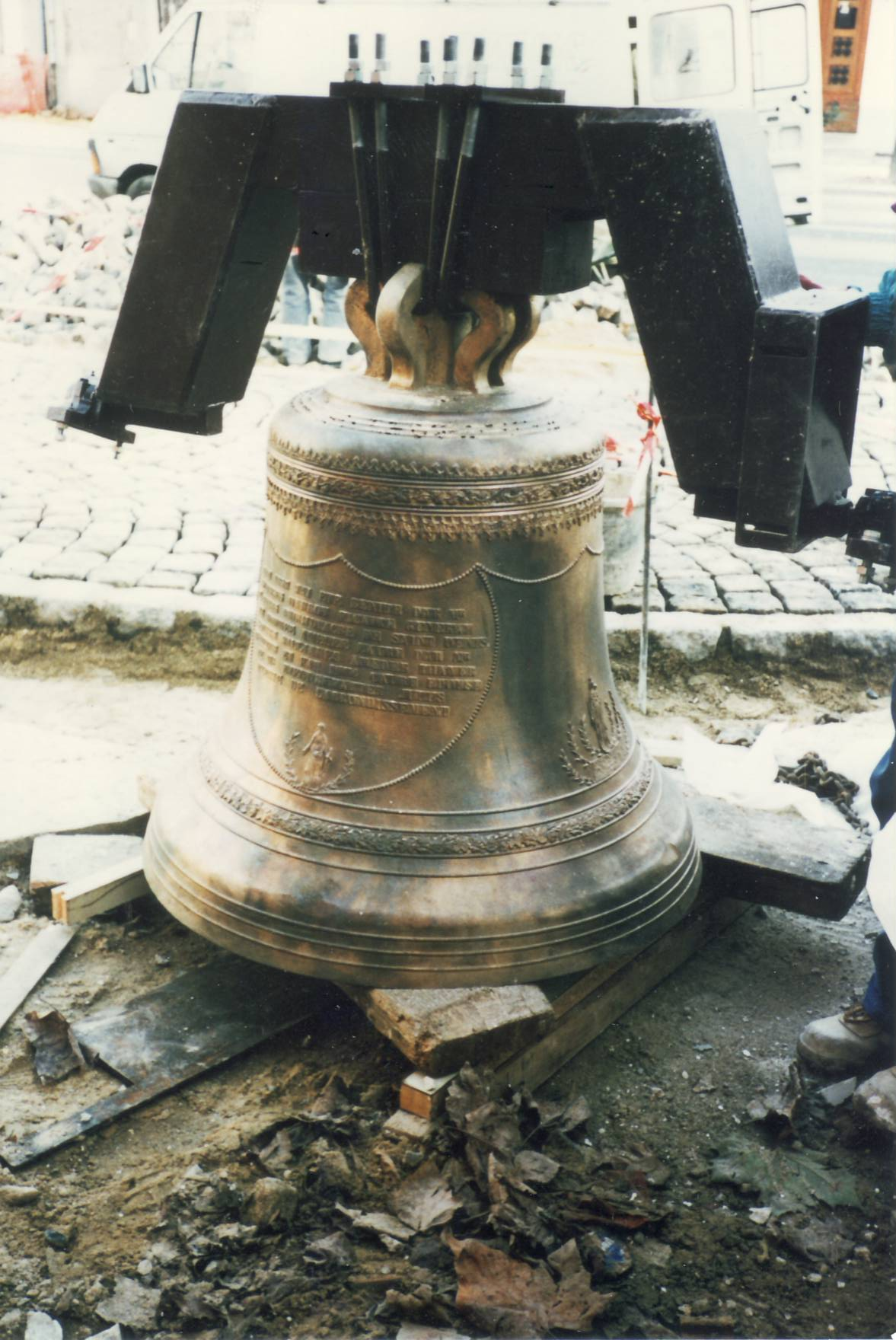
La cloche de l'Eglise Saint-Liphard, provenant d'une ancienne chapelle

L'église est décorée de vitraux réalisés par Monsieur Dancel, sur des créations originales de l'artiste peintre Zilberman.